# Maximilian Brandl
Maximilian Brandl (25 de junio de 1997) es un deportista alemán que compite en ciclismo de montaña en la disciplina de campo a través.
Ganó dos medallas en el Campeonato Mundial de Ciclismo de Montaña, plata en 2018 y bronce en 2021, y una medalla de oro en el Campeonato Europeo de Ciclismo de Montaña de 2015.

## Medallero internacional
| Campeonato Mundial | Campeonato Mundial      | Campeonato Mundial | Campeonato Mundial         |
| Año                | Lugar                   | Medalla            | Competición                |
| ------------------ | ----------------------- | ------------------ | -------------------------- |
| 2018               | Lenzerheide (Suiza)     | Medalla de plata   | Campo a través por relevos |
| 2021               | Val di Sole (Italia)    | Medalla de bronce  | Campo a través corto       |
| Campeonato Europeo |                         |                    |                            |
| Año                | Lugar                   | Medalla            | Competición                |
| 2015               | Chies d'Alpago (Italia) | Medalla de oro     | Campo a través por relevos |